# Abraham van Bulgarije

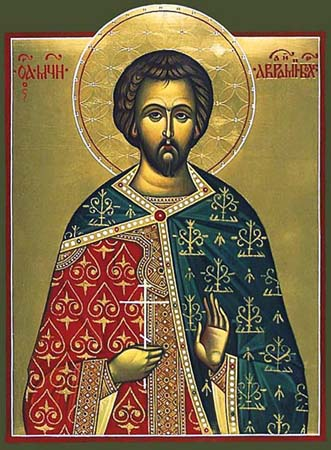
Voorstelling van Abraham van Bulgarije op een icoon

Abraham van Bulgarije (Bulgaars: Аврам Български, Avram Boelgarski) (? - 1 april 1229) was een christelijk proseliet, die zich bekeerd had uit de islam. Hij werd later een martelaar en heilige binnen de Russisch-orthodoxe Kerk.
Hij werd geboren in Wolga-Bulgarije, een historische staat in het huidige Rusland. Hij groeide op als een moslim en was verkoper. Later bekeerde hij zich tot het christendom.
In 1229 werd hij vermoord door zijn landgenoten omwille van die bekering. Zijn relikwieën worden vereerd in de stad Vladimir in Rusland.
Zijn feestdag is op 6 maart en zijn relikwieën worden herdacht op 1 april.